# Szkło (Fluss)
Der Szkło (ukrainisch: Schklo/Шкло) ist ein rechter Zufluss des San (Fluss), der im Westen der Ukraine entspringt und nach einem Lauf von rund 75 km Länge (davon etwa 35 Kilometer in der Ukraine) in den San mündet. Der obere Teil des Flusslaufs liegt in der Ukraine, der untere in der Mikroregion Dolina dolnego Sanu in der Woiwodschaft Karpatenvorland in Polen.

## Geografie
Der weitgehend naturbelassene kleine Fluss entspringt bei der Siedlung städtischen Typs Schklo in der Umgebung von Jaworiw im Rajon Jaworiw, fließt zunächst in westlicher Richtung zur polnischen Grenze, die bei Krakowez überschritten wird, und weiter durch Polen, bis er im Südosten der Stadt Jarosław in den San mündet. Das Einzugsgebiet wird mit 596 km² oder 863 km² angegeben.